# Ривароло-Мантовано
Ривароло-Мантовано (итал. Rivarolo Mantovano) — коммуна в Италии, располагается в регионе Ломбардия, подчиняется административному центру Мантуя.
Население составляет 2788 человек, плотность населения составляет 112 чел./км². Занимает площадь 25 км². Почтовый индекс — 46017. Телефонный код — 0376.
В коммуне 25 марта особо празднуется Благовещение Пресвятой Богородицы.